# Thwaitesia margaritifera
Thwaitesia margaritifera är en spindelart som beskrevs av O. Pickard-Cambridge 1881. Thwaitesia margaritifera ingår i släktet Thwaitesia och familjen klotspindlar. Inga underarter finns listade i Catalogue of Life.